# Xenoblade Chronicles 2: Torna – The Golden Country
Xenoblade Chronicles 2: Torna — The Golden Country — сюжетное дополнение к игре 2017 года Xenoblade Chronicles 2, разработанное студией Monolith Soft и изданное компанией Nintendo эксклюзивно для консоли Nintendo Switch. Релиз состоялся 14 сентября 2018 года по всему миру.
Дополнение является приквелом для игры Xenoblade Chronicles 2.

## Геймплей
Боевая система переработана, но основывается на принципах боевой системы Xenoblade Chronicles 2, поэтому повторяет её в основных аспектах.
В отличие от основной игры игрок может управлять как Драйвером, так и Блейдом, при этом находящийся в авангарде персонаж управляется игроком и ведёт основные боевые действия, а находящийся в арьергарде персонаж осуществляет поддержку управляемого игроком персонажа. Во время боя авангард и арьергард могут поменяться местами, что открывает игроку новые боевые возможности, а также даёт возможность персонажу, который ранее находился в авангарде, залечить полученные во время боя ранения.
Количество доступных стихий для атаки осталось прежним. Для Блейдов стихия является личной особенностью, а Драйверы могут изменить свою стихию при помощи экипировки.
«Комбо Блэйда» теперь можно составить из любого сочетания стихий, игрок не должен следовать заранее определённым шаблонам. При этом Стихийные сферы для Цепных атак накладываются на врага при каждой стихийной атаке, а не по завершении комбо, как в основной игре.

## Сюжет
Предыстория: В 3564 году 107-й Индолайн претор, Радалис направил свои войска в страну под названием Коэиа. Её столица Омранта пала в одночасье и потонула в облаках вместе с останками титана. Эта трагедия потрясла весь Алрест. Еще никто не успел прийти в себя, как Индол и новоявленная империя Мор Ардейн взяла на себя ответственность за это ужасное злодеяние. На самом же деле это было дело рук одного Блейда. Эгида, известный под именем Малос.
События игры происходят на титанах Торна и Гормотт за 500 лет до событий Xenoblade Chronicles 2, во времена, которые в дальнейшем будут называть «Война Эгид».
Сюжет разворачивается вокруг девушки-драйвера по имени Лора и её Блейда по имени Джин. Во время своих путешествий Лора и Джин знакомятся с Аддамом, принцем империи Торна, и его Блейдом по имени Мифра, которая является Эгидой, а также молодым императором Мор Ардейн по имени  Хьюго и его Блейдами: Бригид и Агаеон. Вместе они пытаются остановить Малоса и помешать ему уничтожить ещё одного титана.

## Разработка и выпуск
По словам руководителя проекта Тэцуи Такахаси, сюжет Torna - The Golden Country был одним из потенциальных сюжетов, которые разработчики рассматривали на начальном этапе разработки Xenoblade Chronicles 2. Из-за различных факторов пришлось отказаться от добавления этого сюжета в основную игру, так как это потребовало бы значительной доли бюджета и времени, которые были выделены для разработки. О прототипе никто не знал и он долгое время хранился на жёстком диске Тэцуи Такахаси, позднее его решили добавить в Expansion Pass для Xenoblade Chronicles 2. Кроме того, данную историю планировали поместить между седьмой и восьмой главами сюжета основной игры, но в итоге она стала отдельным масштабным сценарием со множеством квестов.
Помимо изменений в геймплее, для Torna - The Golden Country был разработан новый движок рендеринга, немного улучшающий графику по сравнению с основной игрой и изменён пользовательский интерфейс, позволяющий более удобно управлять сразу девятью персонажами.
Дополнение было анонсировано 12 июня 2018 года. 14 сентября 2018 года оно вышло в составе пакета Expansion Pass, а 21 сентября того же года в виде отдельной игры на физических носителях.

### Музыка
Так же как и в Xenoblade Chronicles 2 саундтрек был написан Ясунори Мицуда, ACE (Томори Кудо и Хирё «Chico» Яманака), Кэндзи Хирамацу и Манами Киёта. Также Джен Бёрд приняла участие в качестве вокалистки для финальной темы игры.
По словам Тэцуи Такахаси, новые композиции сделаны более серьезными, чтобы соответствовать общему серьезному тону Torna - The Golden Country, а исполнены они в основном на акустических инструментах.

## Отзывы и критика
| Сводный рейтинг | Сводный рейтинг |
| Агрегатор       | Оценка          |
| --------------- | --------------- |
| GameRankings    | 82,61 %         |

Xenoblade Chronicles 2: Torna — The Golden Country получила 80 из 100 от критиков и 8,6 из 10 от игроков на сайте-агрегаторе Metacritic. На агрегаторе GameRankings игра получила 82,61 % на основе 18 рецензий.
Интернет-портал ZTGT поставил игре 9 из 10, похвалив приятных персонажей, хороший сюжет, новую боевую систему и "фантастический" саундтрек, отметив однако, что в игре присутствуют несправедливые сюжетные ограничения. Портал TheSixthAxis также поставил игре 9 из 10, дополнительно похвалив визуальный стиль игры, а в качестве недостатка назвав нестабильное разрешение в портативном режиме Nintendo Switch. Издание Trusted Reviews поставило игре 4 из 5, отметив огромный и привлекательный для исследования мир и назвав игру «Взрывом, который необходим поклонникам JRPG на Switch», упомянув, что игра содержит технические недочёты и иногда бывает гриндовой.
Более негативная рецензия была от издания Game Informer с оценкой 7 из 10, в которой сказано, что Torna - The Golden Country унаследовала многие недостатки основной игры, которые не компенсируются крутыми сюжетными поворотами и улучшениями в боевой системе. Так же автор рецензии отметил что то, как история заполняет пробелы в сюжете и дает представление о персонажах оригинальной игры, делает «The Golden Country» приятным дополнением для фанатов.
Японский игровой журнал Famitsu поставил игре 9/9/8/9 или 35 из 40 в общем зачёте.
Игра была номинирована на приз зрительских симпатий на G.A.N.G. Awards в 2019 году.